# L'Aventure humaine (collection documentaire)
Pour les articles homonymes, voir L'Aventure humaine.
« L’Aventure humaine » est une collection documentaire française diffusée depuis 1997 sur Arte. Les documentaires rapportent des cultures lointaines et des sites historiques dans l’histoire du monde,. En coproduction avec Arte France et Trans Europe Film, en collaboration avec Éditions Gallimard, inaugure l’adaptation des ouvrages de « Découvertes Gallimard » dans la collection, diffusée le samedi soir à 20h45.

## Synopsis
« L’Aventure humaine » explore notre planète et son passé, à la recherche des traces des civilisations anciennes et des découvertes qui ont façonné l’histoire humaine. Les acteurs clés, les périodes et les événements de l’histoire peuvent tous figurer dans les récits, aux côtés des découvertes scientifiques, techniques et artistiques qui ont été des jalons dans l’histoire de l’humanité sur notre planète jusqu’au XIXe siècle. De l’empire maya, de la Mésopotamie à l’exploration de l’Afrique, de l’Égypte antique aux momies du Taklamakan, de Louis le Roi-Soleil à Frédéric le Grand, de Léonard de Vinci à Jean-François Champollion, etc., les documentaires relatent les réalisations, le développement, les modes de vie et les religions de l’humanité,.

## Home media
Depuis 2002, est sorti l’édition home video sur cassette vidéo et DVD, édité et distribué par Arte Vidéo,. L’édition DVD présente deux pistes Dolby Digital 2.0 Anglaise et Française.

## Liste incomplète des films
| Documentaire | Réalisateur                                | Année de sortie | Durée (min) |
| --- | ------------------------------------------ | --------------- | ----------- |
| La Route de millions d’années                                                                                        | Patrice Cazes                              | 1997            | 52          |
| Il était une fois la Mésopotamie (d’après le livre éponyme par Jean Bottéro et Marie-Joseph Stève)                   | Jean-Claude Lubtchansky                    | 1998            | 52          |
| Quand le Japon s’ouvrit au monde (d’après le livre éponyme par Keiko Omoto et Francis Macouin)                       | Jean-Claude Lubtchansky                    | 1998            | 52          |
| Alexandrie la magnifique                                                                                             | Thierry Ragobert                           | 1998            | 52          |
| Galilée, le messager des étoiles (d’après le livre éponyme par Jean-Pierre Maury)                                    | Jean-Claude Lubtchansky                    | 1999            | 52          |
| Vers Tombouctou : L’Afrique des explorateurs (d’après le livre éponyme par Anne Hugon)                               | Jean-Claude Lubtchansky                    | 1999            | 52          |
| L’énigme des Nascas                                                                                                  | Thierry Ragobert                           | 1999            | 52          |
| Les momies du peuple des nuages                                                                                      | Amy Bucher                                 | 1999            | 52          |
| Les momies d’animaux                                                                                                 | Serge Tignères, Alain Zenou                | 1999            | 13          |
| Les Cités perdues des Mayas (d’après le livre éponyme par Claude-François Baudez et Sydney Picasso)                  | Jean-Claude Lubtchansky                    | 2000            | 52          |
| Champollion, un scribe pour l’Égypte (d’après le livre éponyme par Michel Dewachter)                                 | Jean-Claude Lubtchansky                    | 2000            | 52          |
| Les derniers jours de Zeugma                                                                                         | Thierry Ragobert                           | 2000            | 52          |
| L’Empire des nombres (d’après le livre éponyme par Denis Guedj)                                                      | Philippe Truffault                         | 2001            | 53          |
| Léonard de Vinci (d’après le livre Léonard de Vinci : Art et science de l’univers par Alessandro Vezzosi)            | Jean-Claude Lubtchansky                    | 2001            | 52          |
| La Terre des Peaux-Rouges (d’après le livre éponyme par Philippe Jacquin)                                            | Jean-Claude Lubtchansky                    | 2001            | 52          |
| Le voyage de Charlie                                                                                                 | Stéphane Bégoin                            | 2001            | 52          |
| Angkor, la forêt de pierre (d’après le livre éponyme par Bruno Dagens)                                               | Jean-Claude Lubtchansky                    | 2002            | 52          |
| Darwin et la science de l’évolution (d’après le livre éponyme par Patrick Tort)                                      | Valérie Winckler                           | 2002            | 52          |
| La mémoire perdue de l’île de Pâques                                                                                 | Thierry Ragobert                           | 2002            | 52          |
| Un corsaire sous la mer                                                                                              | Jérôme Julienne                            | 2002            | 52          |
| Les Étrusques : Un voyage interrompu                                                                                 | Bernard George                             | 2002            | 52          |
| Karakoum, la civilisation des oasis                                                                                  | Marc Jampolsky                             | 2002            | 52          |
| Une passion révélée : Edward Curtis, photographe                                                                     | Anne Makepeace                             | 2002            | 52          |
| Le secret des Incas                                                                                                  | David Malone                               | 2002            | 52          |
| Les Destins d’Alexandrie                                                                                             | Thierry Ragobert                           | 2002            | 58          |
| Le Mystère des sources du Nil (d’après le livre L’Afrique des explorateurs : Vers les sources du Nil par Anne Hugon) | Stéphane Bégoin                            | 2003            | 52          |
| Les momies du Taklamakan                                                                                             | Olivier Horn                               | 2003            | 52          |
| Les momies du désert                                                                                                 | Serge Tignères, Alain Zenou                | 2003            | 13          |
| Sur la trace des Celtes                                                                                              | Marc Jampolsky                             | 2003            | 52          |
| Hammamet, au temps des Romains                                                                                       | Serge Viallet                              | 2003            | 52          |
| Lascaux, le ciel des premiers hommes                                                                                 | Stéphane Bégoin, Vincent Tardieu           | 2007            | 51          |
| Les Rois Mages, sur les traces du mythe                                                                              | Stéphane Bégoin                            | 2008            | 52          |
| Quand les Égyptiens naviguaient sur la Mer Rouge                                                                     | Stéphane Bégoin                            | 2009            | 93          |
| 1755, la Terre tremble à Lisbonne                                                                                    | Martin Papirovski, Heike Nelsen-Minkenberg | 2009            | 52          |
| Le mystère de l’oiseau blanc                                                                                         | Louis-Pascal Couvelaire                    | 2010            | 52          |
| À la poursuite du diamant bleu                                                                                       | Stéphane Bégoin, Thierry Piantanida        | 2011            | 52          |
| Volcans d’Islande, et demain ?                                                                                       | Bertrand Loyer                             | 2011            | 55          |
| Honoré Fragonard, la passion de l’anatomie                                                                           | Jacques Donjean, Olivier Horn              | 2011            | 52          |
| Au bonheur des dames : L’invention du grand magasin                                                                  | Sally Aitken, Christine Le Goff            | 2011            | 90          |
| Au nom d’Athènes | Fabrice Hourlier                           | 2011            | 2×52’       |
| Le Destin de Rome | Fabrice Hourlier                           | 2011            | 2×52’       |
| David et la mort de Marat : Un peintre en Révolution                                                                 | Martin Fraudreau                           | 2011            | 52          |
| Marie Curie, au-delà du mythe                                                                                        | Michel Vuillermet                          | 2011            | 52          |
| Nom de code : Poilus d’Alaska                                                                                        | Marc Jampolsky                             | 2011            | 90          |
| Vivement le cinéma                                                                                                   | Jérôme Prieur                              | 2011            | 52          |
| Le mystère des momies coptes d’Antinoé                                                                               | Jackie Bastide                             | 2012            | 52          |
| Les rois guerriers de Sibérie                                                                                        | Benoît Ségur                               | 2012            | 52          |
| La Ruée vers l’os | Jacques Mitsch                             | 2012            | 52          |
| Vauban : La sueur épargne le sang                                                                                    | Pascal Cuissot                             | 2012            | 85          |
| 1783, le premier vol de l’homme                                                                                      | Stéphane Bégoin                            | 2013            | 54          |
| U455, le sous-marin disparu                                                                                          | Stéphane Bégoin                            | 2013            | 52          |
| The Bones of the Buddha                                                                                              | Steven Clarke                              | 2013            | 52          |
| Naachtun, la cité maya oubliée                                                                                       | Stéphane Bégoin                            | 2016            | 90          |
| Les aventures de Robert Fortune, ou comment le thé fut volé aux Chinois                                              | Jérôme Scemla                              | 2016            | 93          |
| Van Gogh, l’énigme de l’oreille coupée                                                                               | Jack MacInnes                              | 2017            | 90          |
| Tokyo, cataclysmes et renaissance                                                                                    | Olivier Julien                             | 2017            | 90          |
| Les paradis perdus d’Amazonie                                                                                        | Angus MacQueen                             | 2017            | 83          |
| Une ère nouvelle : La Renaissance (1re partie)                                                                       | Martin Papirowski                          | 2017            | 55          |
| Une ère nouvelle : La Renaissance (2e partie)                                                                        | Martin Papirowski                          | 2017            | 55          |
| Maximilien d’Autriche : Amour et pouvoir à la Renaissance                                                            | Manfred Corrine                            | 2017            | 51          |
| Un jour au Royaume-Uni                                                                                               | Roland Theron, Timothé Janssen             | 2017            | 90          |
| Un âge de fer – La guerre de Trente Ans : Chaos (1618-1621)                                                          | Philippe Bérenger, Henrike Sandner         | 2018            | 52          |
| Un âge de fer – La guerre de Trente Ans : Dieu (1626-1630)                                                           | Philippe Bérenger, Henrike Sandner         | 2018            | 52          |
| Un âge de fer – La guerre de Trente Ans : Pouvoir (1630-1632)                                                        | Philippe Bérenger, Henrike Sandner         | 2018            | 52          |
| Le labyrinthe secret de Namoroka                                                                                     | Jean-Michel Corillion                      | 2018            | 90          |